# Scappoose
Scappoose es una ciudad ubicada en el condado de Columbia en el estado estadounidense de Oregón. En el año 2000 tenía una población de 4.976 habitantes y una densidad poblacional de 781.0 personas por km².

## Geografía
Scappoose se encuentra ubicada en las coordenadas 45°45′15″N 122°52′31″O / 45.75417, -122.87528.

## Demografía
Según la Oficina del Censo en 2000 los ingresos medios por hogar en la localidad eran de $47,796, y los ingresos medios por familia eran $55,616. Los hombres tenían unos ingresos medios de $43,625 frente a los $27,346 para las mujeres. La renta per cápita para la localidad era de $20,837. Alrededor del 6.1% de la población estaban por debajo del umbral de pobreza.